# یواس‌اس ال‌اس‌ام (آر)-۵۱۹
یواس‌اس ال‌اس‌ام(آر)-۵۱۹ (به انگلیسی: USS LSM(R)-519) یک کشتی بود که طول آن ۲۰۶ فوت ۳ اینچ (۶۲٫۸۷ متر) بود. این کشتی در سال ۱۹۴۵ ساخته شد.